# Còdex de Laurenci
El Còdex de Laurenci (en rus: Лаврентьевский список, Лаврентьевская летопись) és una compilació de cròniques que inclou la més antiga versió de la Crònica Primària i les seues continuacions, sobretot relatant els esdeveniments del Principat de Vladímir-Súzdal.
El còdex, el copià el monjo Laurenci de Nijni Nóvgorod, per al príncep Dmitri Konstantínovich al 1377. El text original era un còdex perdut compilat per al duc Mikhaïl Iaroslàvitx el 1305. El relat continua fins al 1305, però els anys 898–922, 1263–83 i 1288–94 se n'han omés. El comte Musin-Pushkin comprà el manuscrit al 1792 i posteriorment fou desat a la Biblioteca Nacional de Rússia a Sant Petersburg.

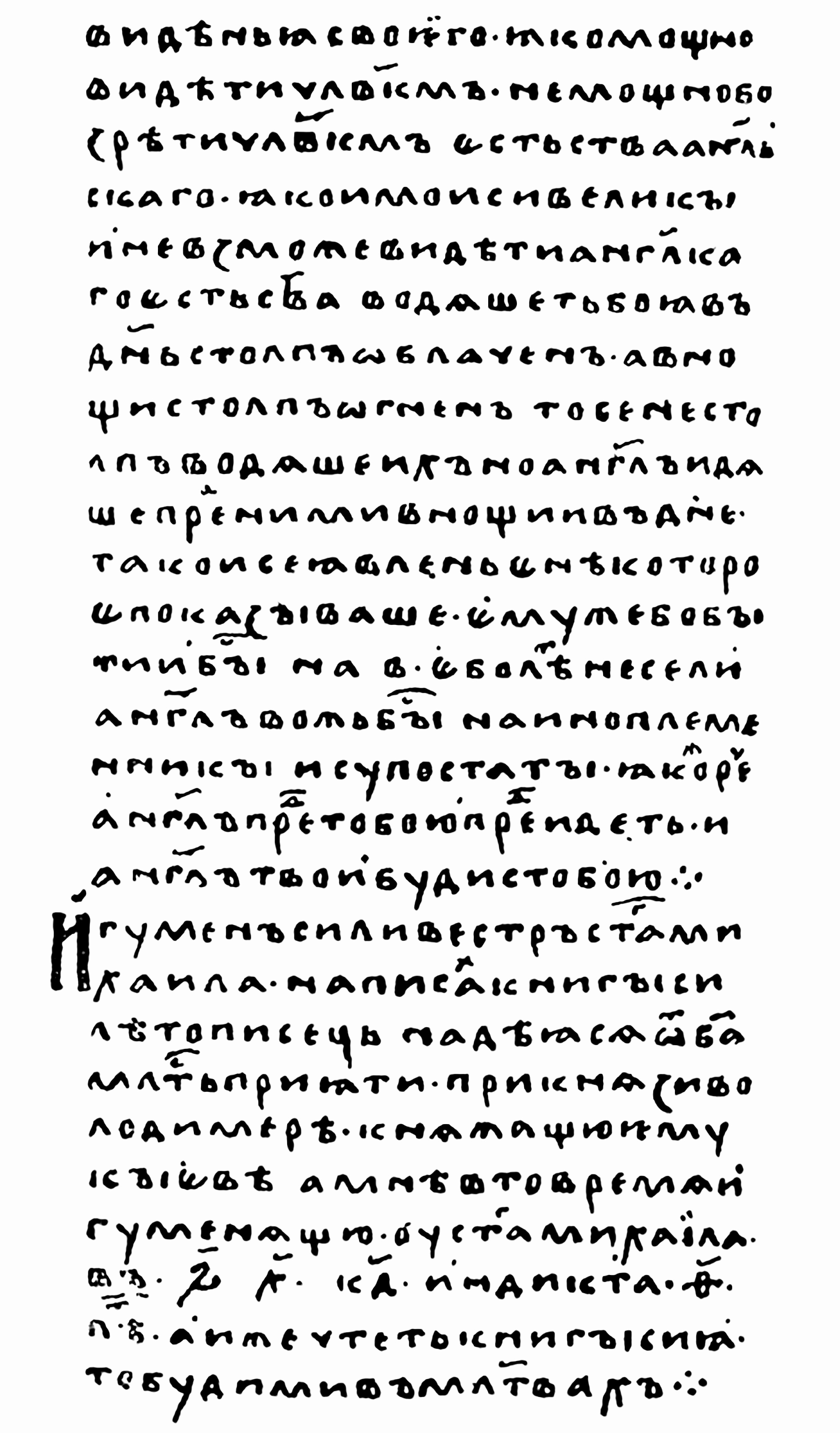